# 登德里夫球場
登德里夫球場（荷蘭語：Den Dreef），因冠名贊助又名為王權登德里夫球場（荷蘭語：King Power at Den Dreef），是一座位於比利時鲁汶海弗莱的足球場。現時為比甲A球隊的主場，亦為比利時國家女子足球隊及比利時U21的主場。

## 外部連結
- Stadion info and images. OHL.be club website. Retrieved 14 November 2015.